# Gossersweiler-Stein
Gossersweiler-Stein é um município da Alemanha localizado no distrito de Südliche Weinstraße, no estado da Renânia-Palatinado. É membro da associação municipal de Verbandsgemeinde Annweiler am Trifels.

## Política
Ocupação das cadeiras na cidade de Gossersweiler-Stein:
|      | CDU | UWG | Gesamt      |
| 2009 | 6   | 10  | 16 Cadeiras |
| 2004 | 5   | 11  | 16 Cadeiras |